# LinnDrum
LinnDrum(しばしばLM-2と誤って呼ばれる)は、 Linn Electronicsが1982年から1985年の間に製造したドラムマシンである。約5,000台が販売された。

## 設計
LinnDrumは、アメリカ合衆国のエンジニアであるロジャー・リンによって設計された。リンの最初のドラムマシンであるLM-1は高価で、一部のミュージシャンやスタジオでしか利用されなかったが、LinnDrumはそれよりも安価で、より広く生産された。

## 発表
LinnDrumの販売台数は、LM-1やLM-1の後継機であるLinn 9000を大きく上回り、トレヴァー・ホーン、 ストック・エイトキン・ウォーターマンやマイケル・ジャクソンなど、多くのアーティストに使用された。Linn Electronicsは1986年に倒産したが、、ブルース・フォラットが資産を購入し、LinnDrumのサービス、サウンド、カスタマイズなどを提供し続けた。

## 関連リンク
- Roger Linn Design Archived 4 August 2019 at the Wayback Machine.